# Clermont-Soubiran
Pour les articles homonymes, voir Clermont.
Clermont-Soubiran est une commune du Sud-Ouest de la France, située dans le département de Lot-et-Garonne (région Nouvelle-Aquitaine).

## Géographie

### Localisation
Commune située en Agenais entre Agen et Moissac à 5 km au nord-ouest de Valence-d'Agen, regroupant les hameaux de Coupet, Laspeyres.

### Communes limitrophes
Clermont-Soubiran est limitrophe de huit autres communes.
Les communes limitrophes sont Gasques, Golfech, Lamagistère, Valence, Grayssas, Saint-Romain-le-Noble, Saint-Urcisse et Saint-Sixte.
| Saint-Urcisse          | Grayssas                      | Gasques (Tarn-et-Garonne) |
| Saint-Romain-le-Noble  | Clermont-Soubiran             | Valence (Tarn-et-Garonne) |
| Saint-Sixte (sur 50 m) | Lamagistère (Tarn-et-Garonne) | Golfech (Tarn-et-Garonne) |

### Géologie et relief
La superficie de la commune est de 1 039 hectares ; son altitude varie de 45  à   188 mètres.

### Hydrographie
Commune arrosée par le ruisseau de Néguevieille, qui forme sur une partie de son cours une limite avec la commune de Lamagistère dans le département de Tarn-et-Garonne, à l'est par la Barguelonne, qui forme aussi une limite avec le département de Tarn-et-Garonne et la région Occitanie, et plus précisément les communes de Golfech et Valence, et la Garonne qui touche une toute petite partie de la commune dans sa partie extrême ouest, ainsi que le canal latéral à la Garonne qui traverse la commune dans son extrême ouest également.

### Climat
Pour des articles plus généraux, voir Climat de la Nouvelle-Aquitaine et Climat de Lot-et-Garonne.
Historiquement, la commune est exposée à un climat océanique aquitain.  
En 2020, Météo-France publie une typologie des climats de la France métropolitaine dans laquelle la commune est exposée à un climat océanique altéré et est dans la région climatique Aquitaine, Gascogne, caractérisée par une pluviométrie abondante au printemps, modérée en automne, un faible ensoleillement au printemps, un été chaud (19,5 °C), des vents faibles, des brouillards fréquents en automne et en hiver et des orages fréquents en été (15 à 20 jours).
Pour la période 1971-2000, la température annuelle moyenne est de 13,9 °C, avec une amplitude thermique annuelle de 16 °C. Le cumul annuel moyen de précipitations est de 775 mm, avec 10,6 jours de précipitations en janvier et 6,5 jours en juillet. Pour la période 1991-2020, la température moyenne annuelle observée sur la station météorologique la plus proche, située sur la commune de Laroque-Timbaut à 16,74 km à vol d'oiseau, est de 14,0 °C et le cumul annuel moyen de précipitations est de 821,7 mm,. Pour l'avenir, les paramètres climatiques de la commune estimés pour 2050 selon différents scénarios d’émission de gaz à effet de serre sont consultables sur un site dédié publié par Météo-France en novembre 2022.

## Urbanisme

### Typologie
Au 1er janvier 2024, Clermont-Soubiran est catégorisée commune rurale à habitat dispersé, selon la nouvelle grille communale de densité à sept niveaux définie par l'Insee en 2022.
Elle est située hors unité urbaine. Par ailleurs la commune fait partie de l'aire d'attraction d'Agen, dont elle est une commune de la couronne,. Cette aire, qui regroupe 81 communes, est catégorisée dans les aires de 50 000 à moins de 200 000 habitants,.

### Occupation des sols

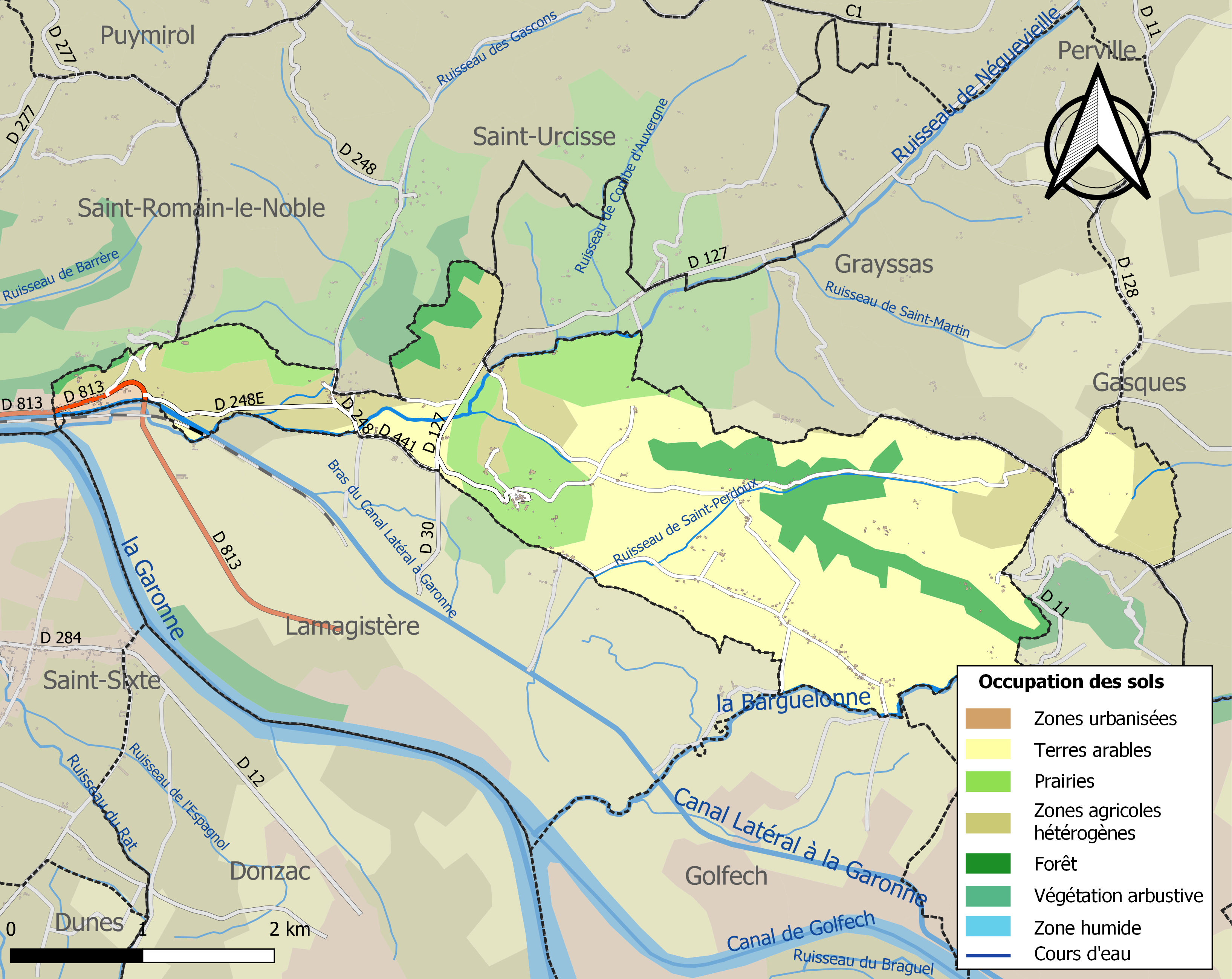
Carte des infrastructures et de l'occupation des sols de la commune en 2018 (CLC).

L'occupation des sols de la commune, telle qu'elle ressort de la base de données européenne d’occupation biophysique des sols Corine Land Cover (CLC), est marquée par l'importance des territoires agricoles (87,5 % en 2018), en diminution par rapport à 1990 (88,5 %). La répartition détaillée en 2018 est la suivante : 
terres arables (52,1 %), zones agricoles hétérogènes (21,2 %), prairies (13,9 %), forêts (11,4 %), zones urbanisées (1 %), cultures permanentes (0,1 %), eaux continentales (0,1 %). L'évolution de l’occupation des sols de la commune et de ses infrastructures peut être observée sur les différentes représentations cartographiques du territoire : la carte de Cassini (XVIIIe siècle), la carte d'état-major (1820-1866) et les cartes ou photos aériennes de l'IGN pour la période actuelle (1950 à aujourd'hui).

### Voies de communication et transports
Accès avec la route nationale 113.

### Risques majeurs
Le territoire de la commune de Clermont-Soubiran est vulnérable à différents aléas naturels : météorologiques (tempête, orage, neige, grand froid, canicule ou sécheresse), inondations, mouvements de terrains et séisme (sismicité très faible). Il est également exposé à deux risques technologiques,  le transport de matières dangereuses et le risque nucléaire. Un site publié par le BRGM permet d'évaluer simplement et rapidement les risques d'un bien localisé soit par son adresse soit par le numéro de sa parcelle.

#### Risques naturels
Certaines parties du territoire communal sont susceptibles d’être affectées par le risque d’inondation par une crue à  débordement lent de cours d'eau, notamment la Garonne, le Canal latéral à la Garonne, la Barguelonne et le Ruisseau de Néguevieille. La commune a été reconnue en état de catastrophe naturelle au titre des dommages causés par les inondations et coulées de boue survenues en 1982, 1993, 1999, 2008, 2009 et 2021,.
Les mouvements de terrains susceptibles de se produire sur la commune sont des glissements de terrain et des tassements différentiels.

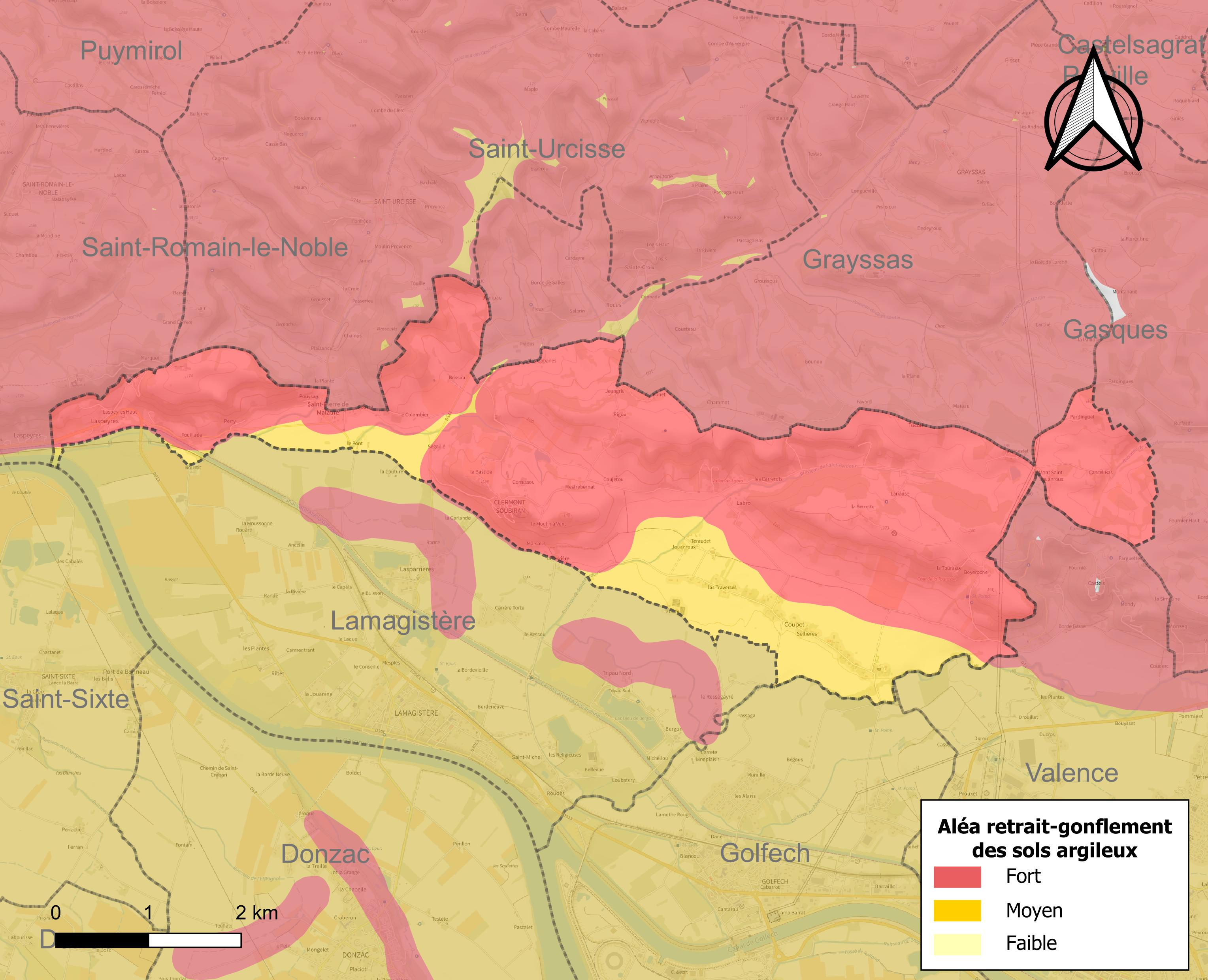
Carte des zones d'aléa retrait-gonflement des sols argileux de Clermont-Soubiran.

Le retrait-gonflement des sols argileux est susceptible d'engendrer des dommages importants aux bâtiments en cas d’alternance de périodes de sécheresse et de pluie. La totalité de la commune est en aléa moyen ou fort (91,8 % au niveau départemental et 48,5 % au niveau national). Depuis le 1er octobre 2020, en application de la loi ELAN, différentes contraintes s'imposent aux vendeurs, maîtres d'ouvrages ou constructeurs de biens situés dans une zone classée en aléa moyen ou fort,.
Concernant les mouvements de terrains, la commune a été reconnue en état de catastrophe naturelle au titre des dommages causés par la sécheresse en 1989, 1991, 2002, 2003, 2005, 2009, 2011 et 2017 et par des mouvements de terrain en 1999.

#### Risque technologique
La commune étant située dans le périmètre du plan particulier d'intervention (PPI) de 20 km autour de la centrale nucléaire de Golfech (qui se trouve à environ 5 km au sud-est de la mairie), elle est exposée au risque nucléaire. En cas d'accident nucléaire, une alerte est donnée par différents médias (sirène, sms, radio, véhicules). Dès l'alerte, les personnes habitant dans le périmètre de 2 km se mettent à l'abri. Les personnes habitant dans le périmètre de 20 km peuvent être amenées, sur ordre du préfet, à évacuer et ingérer des comprimés d’iode stable,,.

## Toponymie
La commune s'appelait Clermont-Dessus jusqu'en 1972. Elle a repris son nom ancien, d'origine occitane.

## Histoire
Situé sur le passage de la voie romaine dite « Clermontoise », le village est une ancienne place forte, qui reçut une charte de coutumes en 1262.
La seigneurie, puis baronnie (en 1208) de Clermont-Soubeyran (Clermont-Dessus), appartient depuis le haut Moyen Âge à la maison de Durfort. C'était une des quatre baronnies « de chaise » de l'évêché d'Agen, dont les seigneurs avaient le devoir (ou privilège ?) de porter chaque nouvel évêque dans sa cathédrale le jour de son intronisation. Elle est partagée (par mariage en 1270) avec la maison de l'Isle-Jourdain, puis passe par échange (1375) au comte Jean II d'Armagnac.
Le Comte d'Armagnac Jean V ayant conspiré contre Charles VII (mort en 1461), puis à nouveau contre Louis XI, la baronnie fut confisquée par celui-ci et donnée (dès 1463 ?) à Robert de Balsac (1440-1503), baron d'Entragues, avec Malause et le quart de la seigneurie d'Astaffort. De ses secondes noces avec Antoinette, fille d'Antoine de Castelnau-Bretenoux-Caylus, vint Pierre de Balsac (ca 1480, + après 1531), qui épousa (par rapt) Anne Malet de Graville, fille de l'Amiral (leurs descendants héritèrent plus tard du comté de Graville).
- Ils eurent Guillaume de Balsac (1417-1555), époux de Louise, fille de Jean II d'Humières, d'où Charles le Jeune de Balsac (1542- tué à la bataille d'Ivry le 14 mars 1590), marié à Hélène de Meuillon (veuve de Charles de Gondi) ; 
  - enfin leur fils Henri de Balsac (dates mal connues), comte de Graville, fut créé marquis de Clermont-Sousbiran (dit aussi d'Entragues) en janvier 1617[26] ; mais de son mariage avec Louise Luillier, il ne laissa que deux filles, et le marquisat dut s'éteindre avec lui (bien que la justice ait continué d'être exercée). 
    - La cadette Marie de Balsac (1617-1691), qui hérita des biens de sa sœur aînée Louise-Françoise, morte sans enfants en 1682, avait épousé en 1651 le comte de Marchin (alias Marsin ou Marcin), d'où vint Ferdinand (1656-1706), Maréchal de France. Malheureusement, celui-ci fut très négligent dans ses affaires, et ne laissa que des dettes.

Le domaine passa ensuite aux familles de Gasquet (1712), de Picot (1774), puis à un gendre (marié en 1784), le général de Lameth (qui fut président de l'Assemblée Nationale), et aux Nicolaÿ. Il fut finalement vendu à la famille de Laborie.

## Politique et administration

### Administration municipale
Le nombre d'habitants au recensement de 2017 étant compris entre 100 et 499, le nombre de membres du conseil municipal pour l'élection de 2020 est de onze,.

### Rattachements administratifs et électoraux
Commune faisant partie de l'Agen de la communauté de communes des Deux Rives et du canton du Sud-Est agenais (avant le redécoupage départemental de 2014, Clermont-Soubiran faisait partie de l'ex-canton de Puymirol).

### Liste des maires

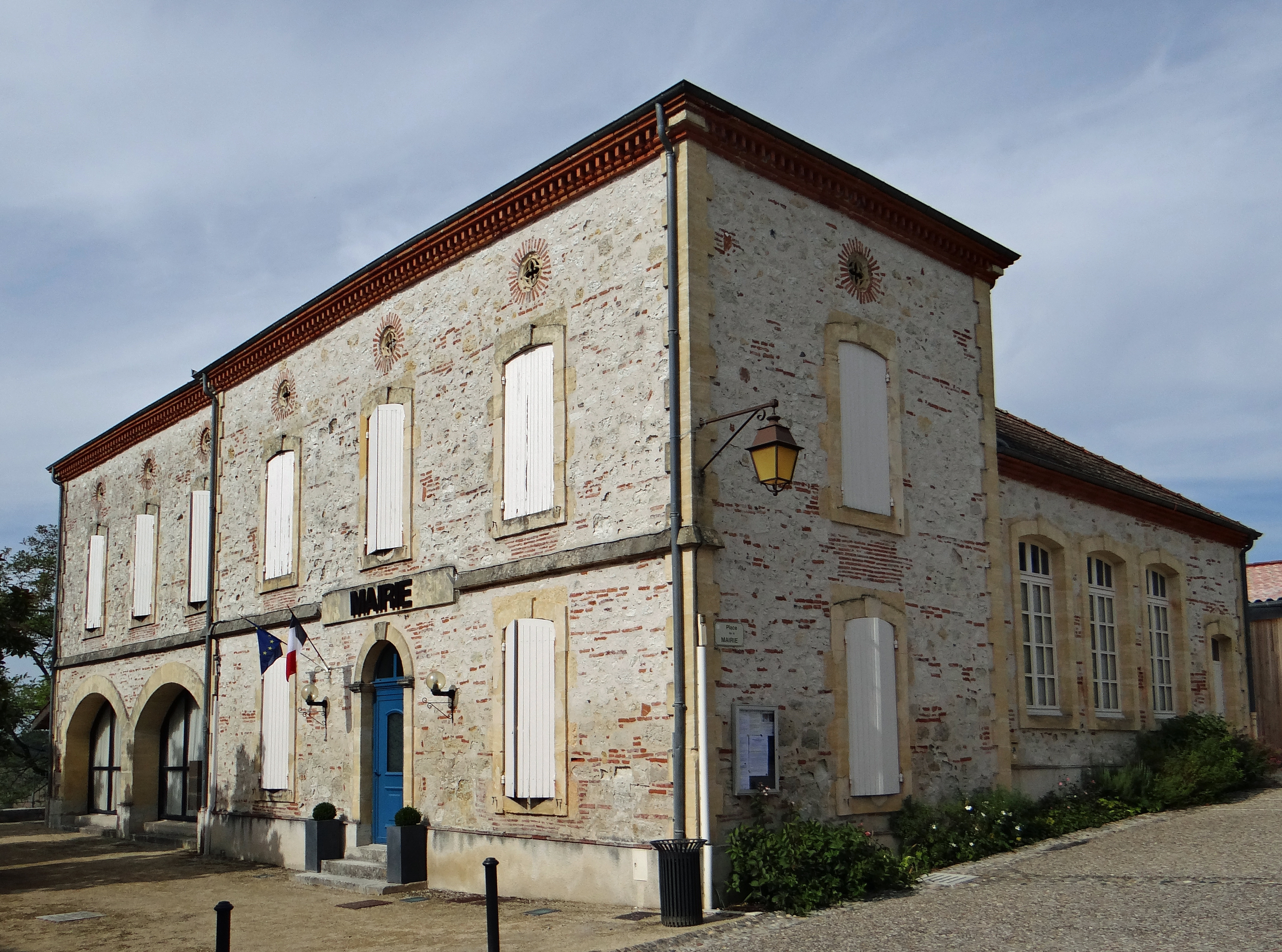
La mairie.

| Période                                  | Période   | Identité        | Étiquette | Qualité             |
| ---------------------------------------- | --------- | --------------- | --------- | ------------------- |
| mars 1989                                | mars 2008 | Aldée Bernardin |           | Agricultrice        |
| mars 2008                                | En cours  | Guy Depasse     |           | Retraité des postes |
| Les données manquantes sont à compléter. |           |                 |           |                     |

## Population et société

### Démographie
L'évolution du nombre d'habitants est connue à travers les recensements de la population effectués dans la commune depuis 1793. Pour les communes de moins de 10 000 habitants, une enquête de recensement portant sur toute la population est réalisée tous les cinq ans, les populations de référence des années intermédiaires étant quant à elles estimées par interpolation ou extrapolation. Pour la commune, le premier recensement exhaustif entrant dans le cadre du nouveau dispositif a été réalisé en 2004.

En 2022, la commune comptait 405 habitants, en évolution de +7,43 % par rapport à 2016 (Lot-et-Garonne : −0,18 %, France hors Mayotte : +2,11 %).
| 1793  | 1800 | 1806 | 1821 | 1831 | 1836 | 1841 | 1846 | 1851 |
| ----- | ---- | ---- | ---- | ---- | ---- | ---- | ---- | ---- |
| 1 184 | 877  | 869  | 861  | 895  | 849  | 869  | 874  | 760  |

| 1856 | 1861 | 1866 | 1872 | 1876 | 1881 | 1886 | 1891 | 1896 |
| ---- | ---- | ---- | ---- | ---- | ---- | ---- | ---- | ---- |
| 750  | 658  | 655  | 563  | 539  | 520  | 550  | 529  | 514  |

| 1901 | 1906 | 1911 | 1921 | 1926 | 1931 | 1936 | 1946 | 1954 |
| ---- | ---- | ---- | ---- | ---- | ---- | ---- | ---- | ---- |
| 481  | 476  | 413  | 371  | 380  | 347  | 340  | 310  | 333  |

| 1962 | 1968 | 1975 | 1982 | 1990 | 1999 | 2004 | 2006 | 2009 |
| ---- | ---- | ---- | ---- | ---- | ---- | ---- | ---- | ---- |
| 315  | 316  | 270  | 236  | 301  | 333  | 367  | 378  | 367  |

| 2014 | 2019 | 2022 | - | - | - | - | - | - |
| ---- | ---- | ---- | - | - | - | - | - | - |
| 377  | 393  | 405  | - | - | - | - | - | - |

| selon la population municipale des années : | 1968 | 1975 | 1982 | 1990 | 1999 | 2006 | 2009 | 2013 |
| Rang de la commune dans le département      | 171  | 165  | 247  | 187  | 164  | 169  | 173  | 175  |
| Nombre de communes du département           | 326  | 311  | 313  | 317  | 317  | 319  | 319  | 319  |

### Économie
Viticulture la commune compte deux vignobles en appellation contrôlée, la Bastide et Brissou Brulhois (AOC).

### Enseignement
Clermont-Soubiran fait partie de l'académie de Bordeaux.
Clermont-Soubiran possède une école.

### Culture et festivités
Comité des fêtes,

#### Cinéma
Plusieurs films et séries ont été tournés dans la commune en particulier : 
- 1986 : Le Lieu du crime de André Téchiné.

### Activités sportives
Chasse, pétanque, randonnée pédestre.

## Culture locale et patrimoine

### Lieux et monuments
- Château de Clermont-Soubiran inscrit au titre des monuments historiques ;
- Église Sainte-Victoire de Clermont-Soubiran ;
- Église de Coupet ;
- Église Saint-Pierre de Saint-Pierre-de-Malaure ;
- mairie entièrement rénovée en 1992.

### Personnalités liées à la commune
- Robert de Balsac ;
- Famille de Durfort : Raymond-Bernard de Durfort ;

### Héraldique
| Blason de Clermont-Soubiran | Blason  | De gueules à un lion d'argent. |
| Blason de Clermont-Soubiran | Détails | Au XXe siècle, la commune portait les 6 flanchis (petits sautoirs) de la famille de Balsac, marquis de Clermont d'Entragues. Mais ce blason n'étant plus compris, la mairie demanda à prendre les armes des Durfort, leurs premiers seigneurs. Le duc de Duras, peu soucieux de voir son blason orner les poubelles municipales, n'autorisa que les 2e et 3e quartiers de ses armes, qui est le lion des Lomagne, mais qui n'a guère de rapport avec l'histoire de la commune. Le changement a eu lieu dans les années 1990. Le statut officiel du blason reste à déterminer. |

## Pour approfondir